# Щецинская филармония
Щецинская филармония (официально Филармония им. Мечислава Карловича, пол. Filharmonia im. Mieczysława Karłowicza) ― культурное учреждение, которое находится в городе Щецине в Польше.

## История
Филармония была основана в 1948 году. 25 октября 1948 года в ней состоялся первый концерт под руководством дирижёра Фелициана Ласоты. В 1958 году филармонии было присвоено имя известного польского композитора-классика Мечислава Карловича (1876—1909). До 2014 года филармония размещалась в представительских помещениях городской администрации на площади Армии Крайовой.
14 сентября 2014 года было открыто новое здание филармонии на улице Малопольска, 48, рядом с площадью Солидарности. Оно было спроектировано студией Barozzi Veiga из Барселоны.

## Архитектура
Новое здание филармонии занимает площадь в 13 000 квадратных метров и включает в себя главный концертный зал на 1000 мест, малый зал на 200 зрителей и несколько конференц-залов. Характерная форма филармонии и её полупрозрачный стеклянный фасад вызывают ассоциации с образами льда.
Здание филармонии сразу стало новым символом города и получило многочисленные награды в области архитектуры, среди них ― первая премия в конкурсе Eurobuild Awards в номинации «Архитектурный дизайн года» (2014).
В 2014 году известный польский композитор Кшиштоф Пендерецкий специально для церемонии открытия нового здания сочинил торжественное произведение, которое исполнил Щецинский филармонический оркестр.
В 2015 году здание филармонии было удостоено премии Европейского Союза в области современной архитектуры.

## Галерея

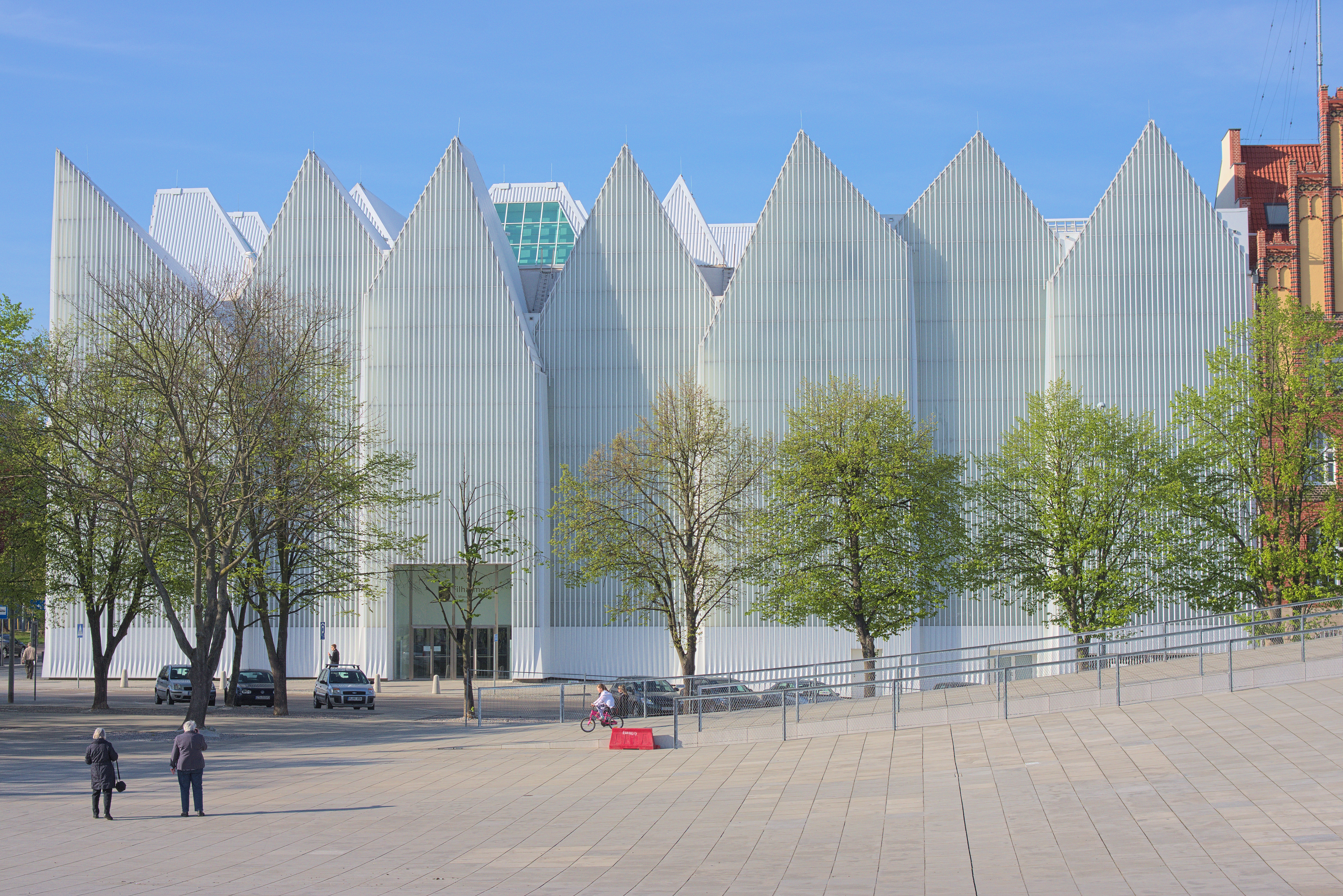
Вид с площади Солидарности
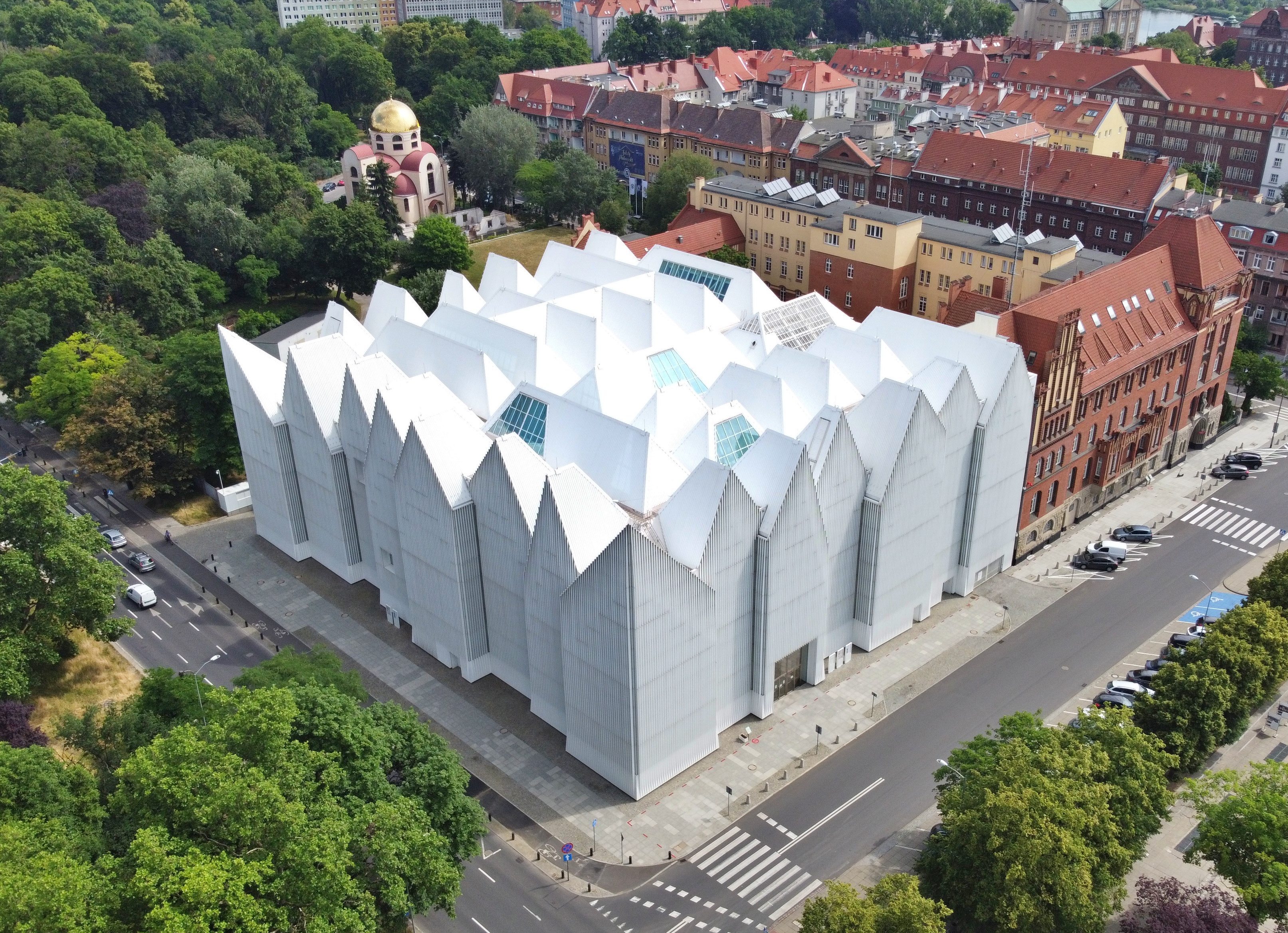
Вид с высоты птичьего полёта
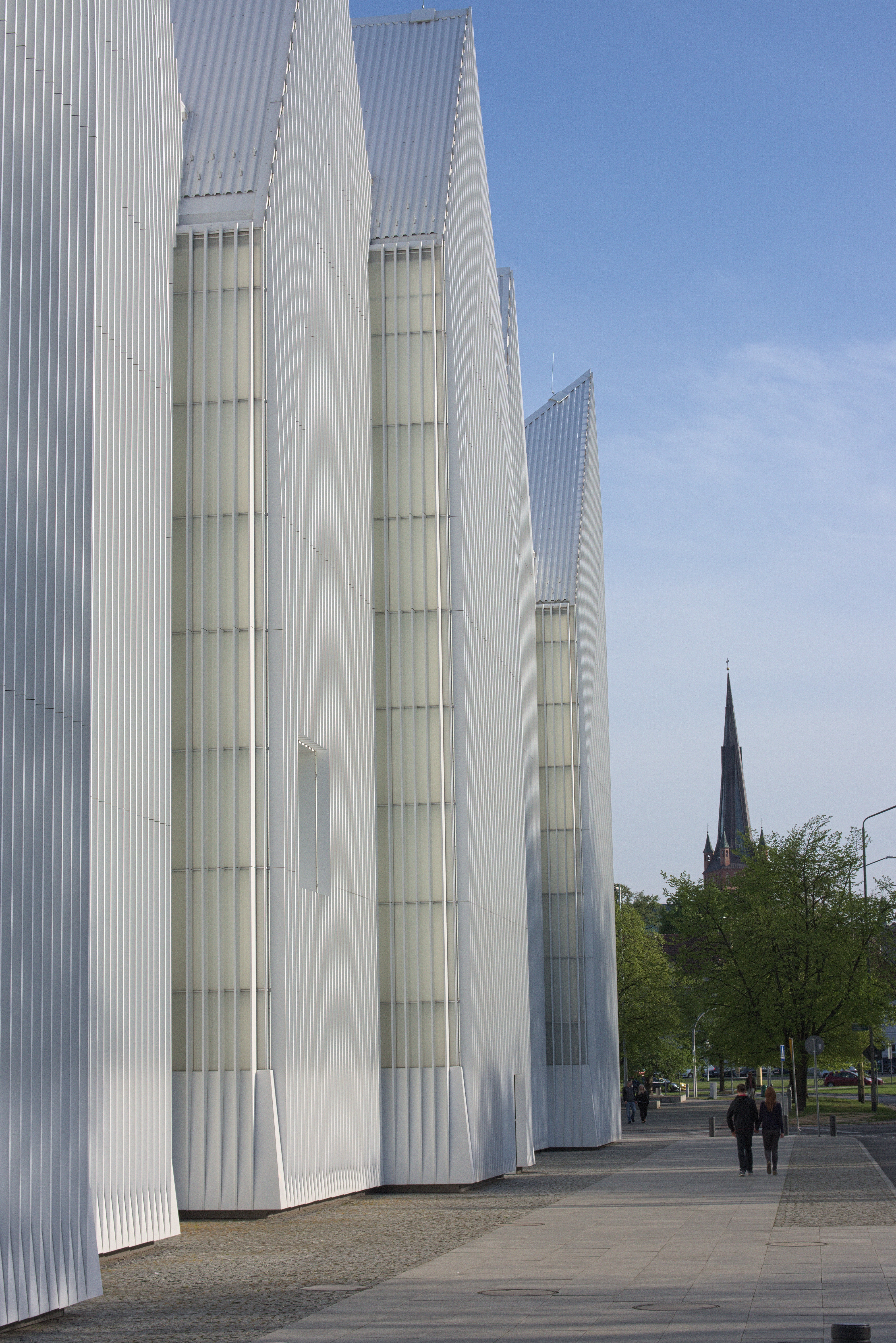
Вид с площади Холд Пруски
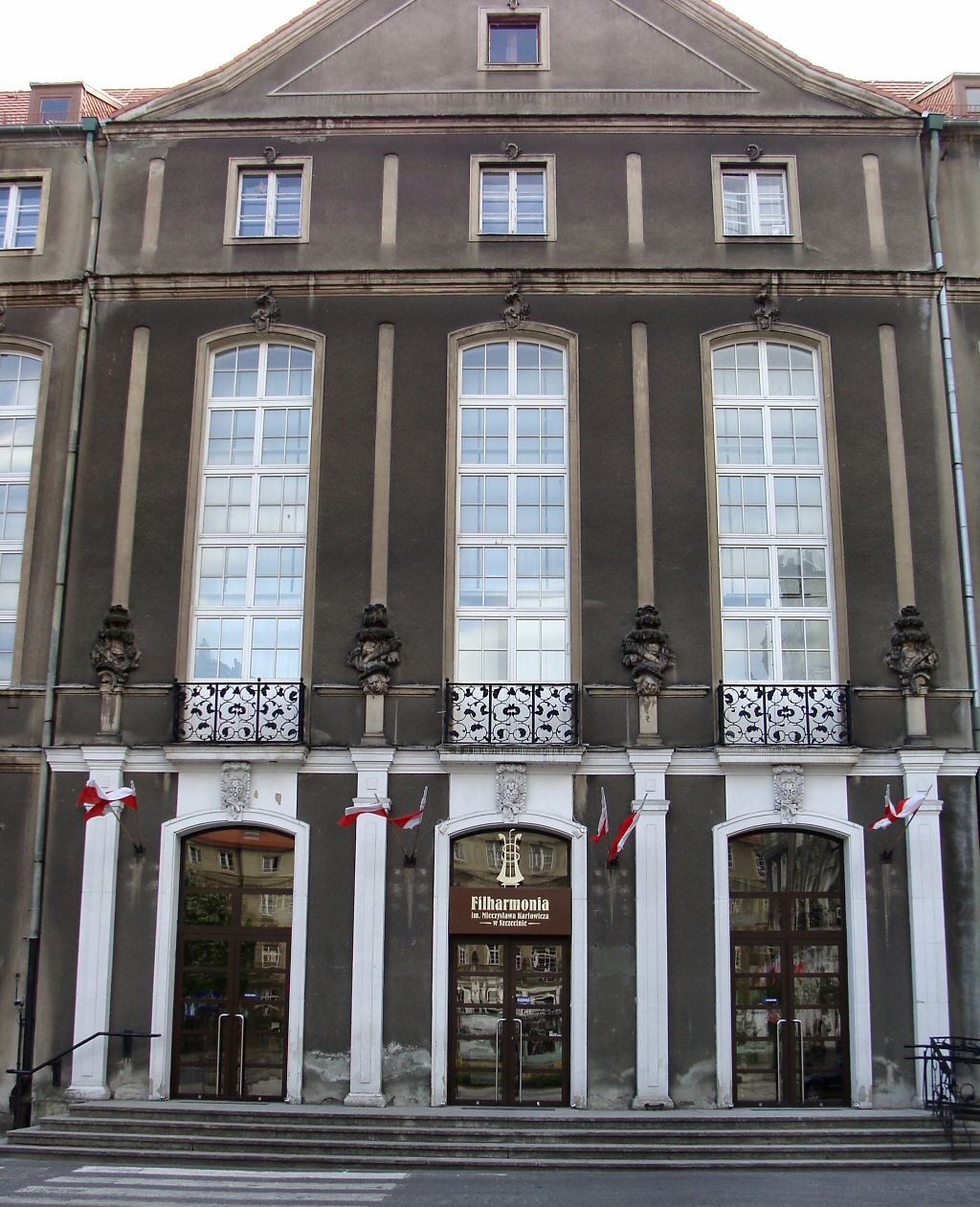
Старое здание филармонии
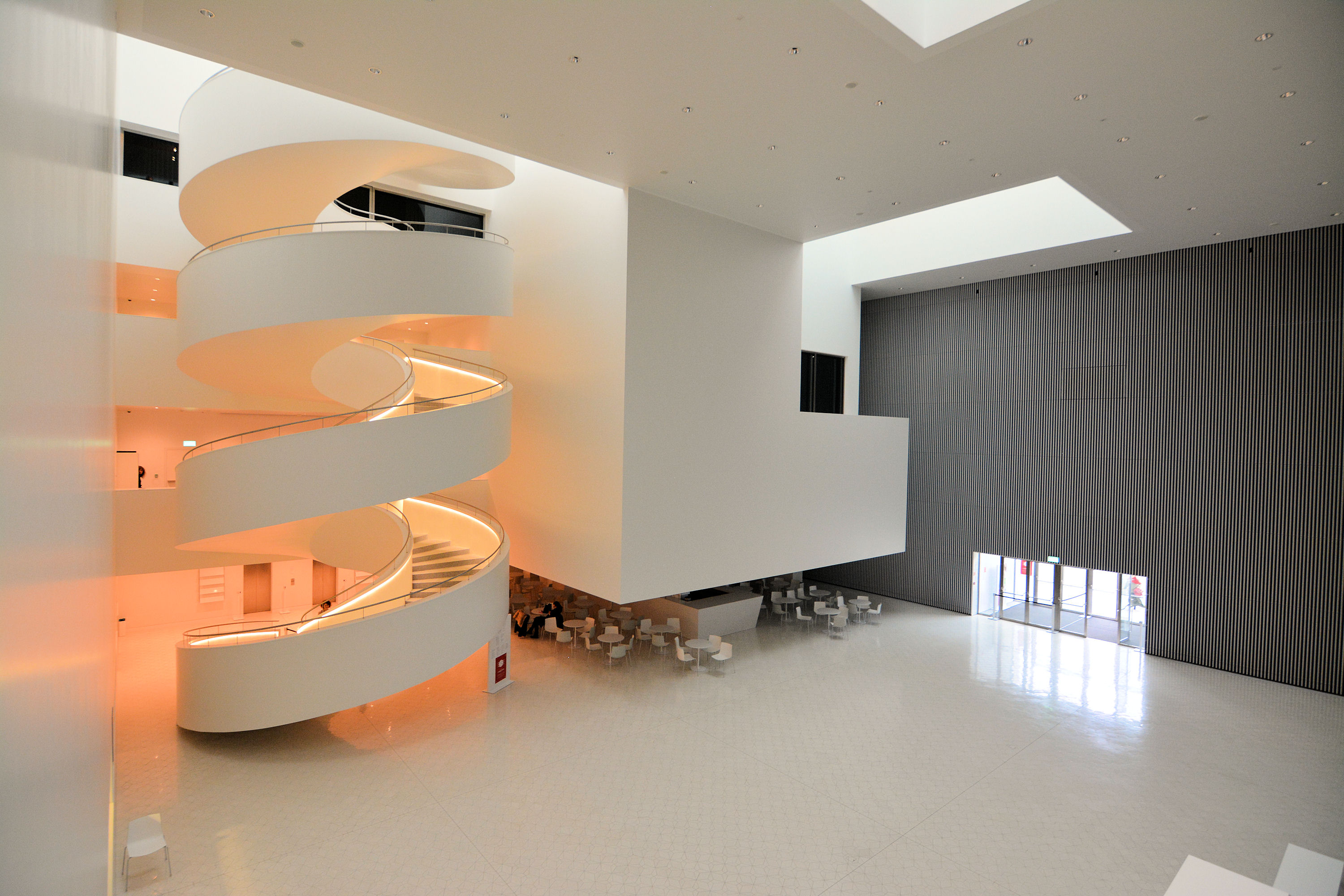
Интерьер нового здания
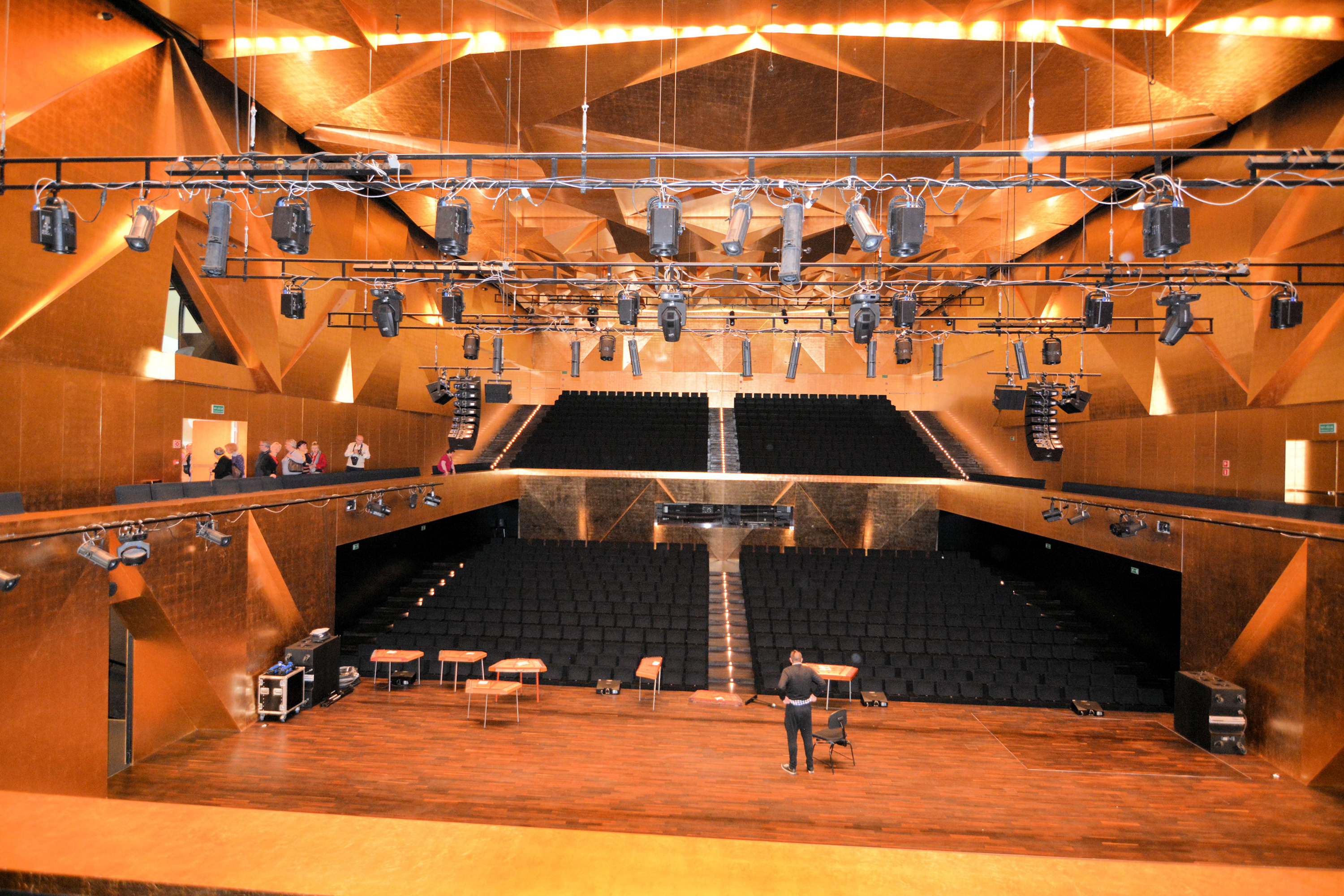
Главный зал
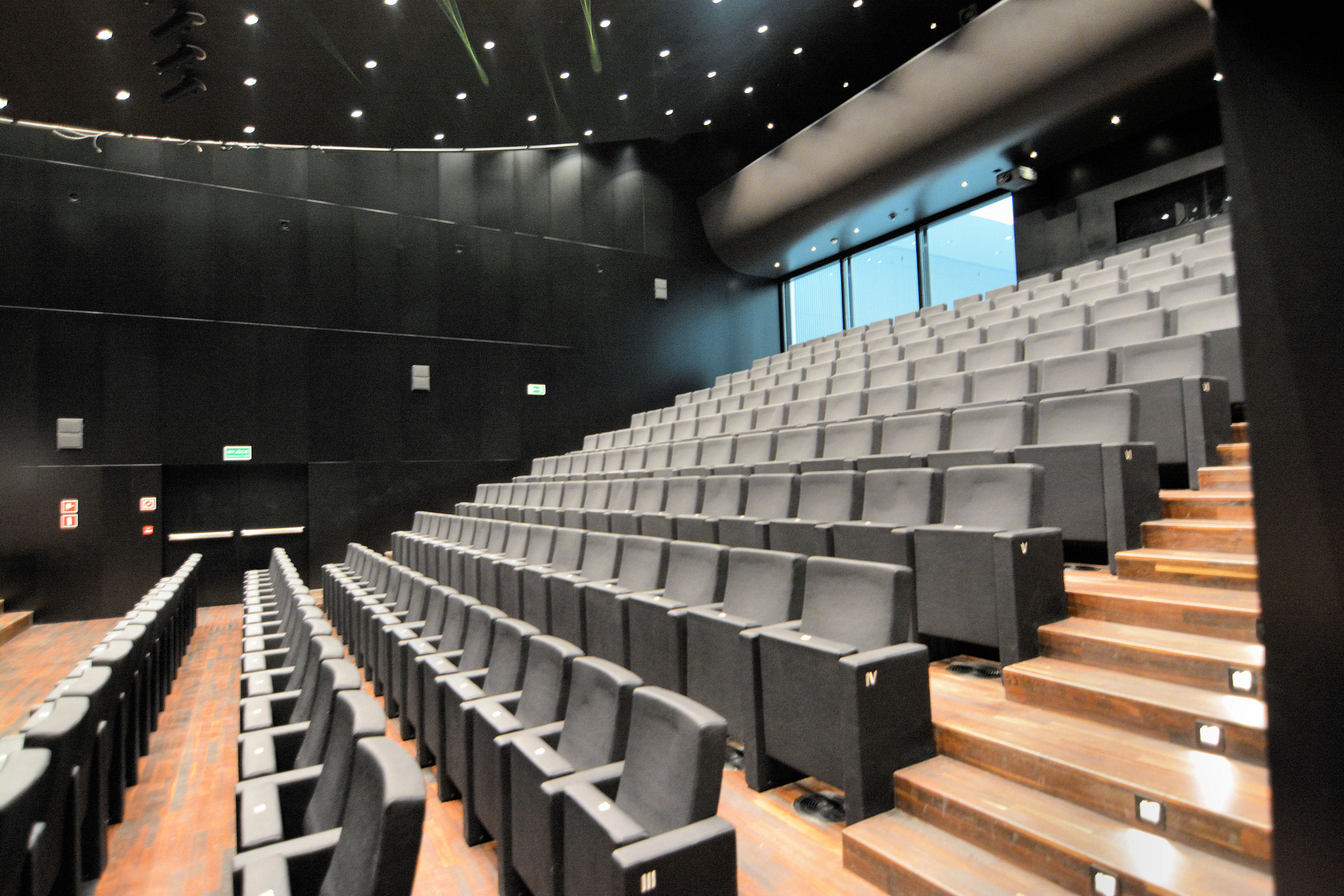